# Ключевське міське поселення
Ключе́вське міське поселення (рос. Ключевское городское поселение) — міське поселення у складі Могочинського району Забайкальського краю Росії.
Адміністративний центр та єдиний населений пункт — селище міського типу Ключевський.

## Населення
Населення міського поселення становить 1196 осіб (2019; 1356 у 2010, 1694 у 2002).